# Steuer und Wirtschaft
Steuer und Wirtschaft (StuW) ist eine wissenschaftliche Fachzeitschrift und im deutschsprachigen Raum eine der ältesten und angesehensten Zeitschriften für Steuerwissenschaften.

## Profil

### Konzept
Steuer und Wirtschaft verfolgt als Zeitschrift für die gesamten Steuerwissenschaften ein interdisziplinäres Konzept und veröffentlicht Beiträge sowohl zu Grundsatzfragen des nationalen, europäischen und internationalen Steuerrechts, zu Fragestellungen der betriebswirtschaftlichen Steuerlehre und der Finanzwissenschaft als auch zu Spezialfragen einzelner Steuerarten. Als Vierteljahreszeitschrift (jeweils zum 15.02., 15.05., 15.08. und 15.11.) geht es weniger darum, neue Entwicklungen der Steuergesetzgebung und Rechtsprechung tagesaktuell zu begleiten. Stattdessen stehen dogmatische Grundsatzfragen und konzeptionelle Beiträge ("Tax Policy Paper") im Vordergrund. Darüber hinaus werden rechtshistorische und rechtssoziologische Beiträge veröffentlicht.

### Rubriken
Traditionell werden in Steuer und Wirtschaft überwiegend Abhandlungen veröffentlicht. Darüber hinaus werden seit jeher Festbeiträge abgedruckt, die Persönlichkeiten des deutschen Steuerrecht aus Anlass ihres runden Geburtstags gewidmet sind. Auch dementsprechende Nachrufe werden üblicherweise in Steuer und Wirtschaft veröffentlicht. Seit dem Jahr 2015 werden in einer neuen Rubrik "Aus der internationalen Diskussion" steuerrechtliche Beiträge aus dem Ausland zusammengefasst, die am Max-Planck-Institut für Steuerrecht und Öffentliche Finanzen ausgewählt werden. Eine weitere Rubrik "Debatte" ist im Jahr 2021 hinzugekommen, in der gegensätzliche Standpunkte von zumeist zwei Autoren auf jeweils zwei bis drei Druckseiten gegenübergestellt werden.
- Abhandlungen
- Aus der internationalen Diskussion
- Debatte
- Editorials
- Festbeiträge
- In eigener Sache
- Laudationes
- Nachrufe
- Rezensionen
- Tagungsberichte
- Tagungsbeiträge

### Begutachtungsverfahren
Steuer und Wirtschaft ist die einzige deutschsprachige Steuerzeitschrift, die im VHB-Rating in der Kategorie empirisch/formal-analytisch die Note B ("führende Fachzeitschriften im Bereich Betriebswirtschaftslehre") erreicht. In der Kategorie rechtlich-normativ belegt sie mit der Note A den ersten Platz ("führende wissenschaftliche Fachzeitschriften im rechtlich-normativen Bereich"). Veröffentlichungen haben damit beispielsweise Relevanz für universitäre Berufungsverfahren, Professorenbesoldungen, kumulative Habilitationen und kumulative Promotionen. Um dieser Stellung Rechnung zu tragen, erfolgt für wirtschaftswissenschaftliche Beiträge ein Begutachtungsverfahren. Hierfür werden Kurzgutachten eingeholt und dem Autor zur Verfügung gestellt. Die Gutachter bleiben anonym, werden aber im jeweiligen Heft 4 eines Jahrgangs veröffentlicht. Mit der Begutachtung werden fast ausschließlich Hochschullehrer beauftragt.

## Geschichte

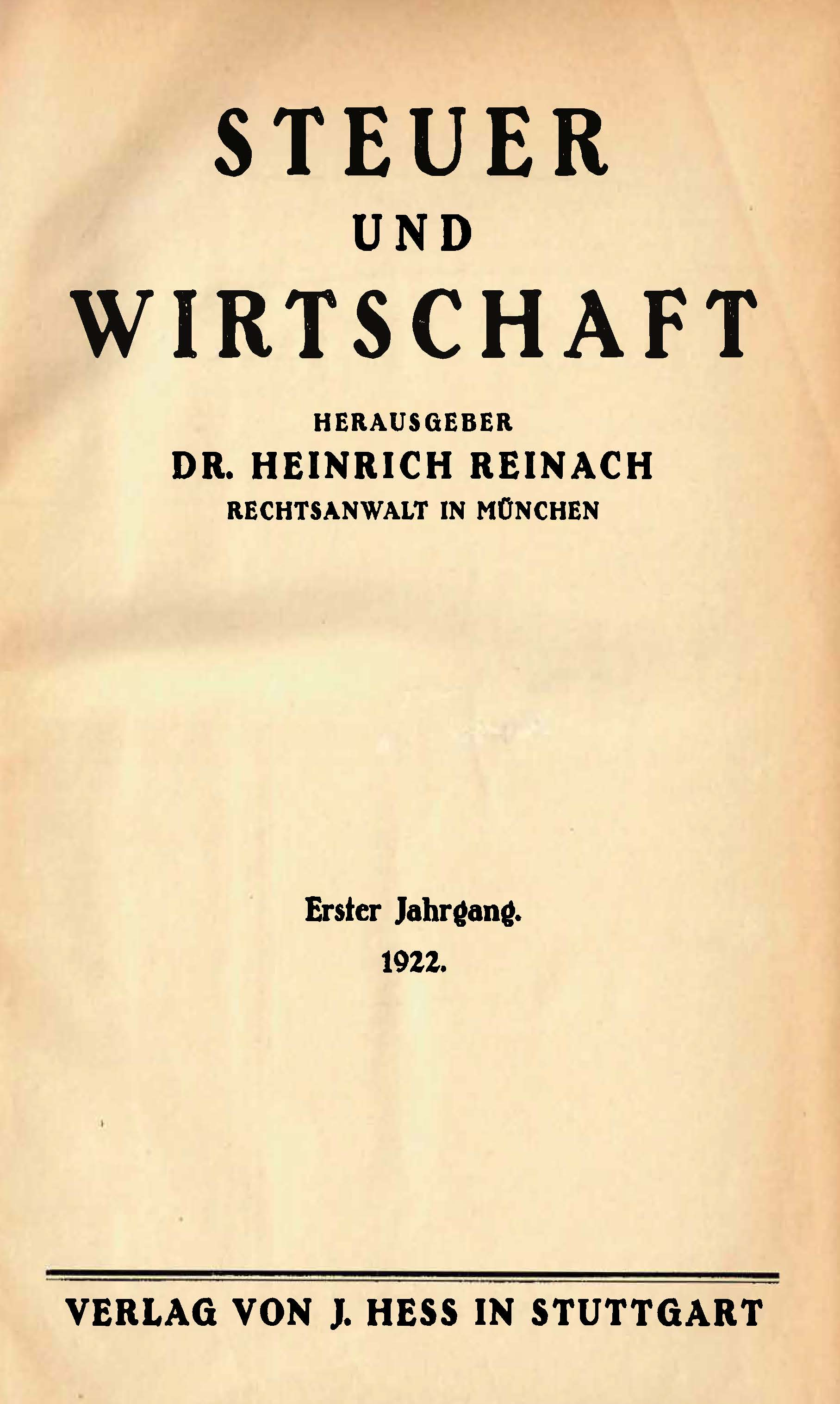
Die Titelseite aus 1922

Steuer und Wirtschaft wurde im Jahr 1922 von Heinrich Reinach als steuerrechtliche Fachzeitschrift gegründet und zählt damit zu den ältesten steuerlichen Fachzeitschriften im deutschsprachigen Raum. Im Jahr 1971 wurde von den damaligen Herausgebern der interdisziplinäre Ansatz beschlossen, weshalb die Zeitschrift seitdem den Untertitel »Zeitschrift für die gesamten Steuerwissenschaften« trägt. Besonders geprägt wurde Steuer und Wirtschaft durch Klaus Tipke und Joachim Lang, der die interdisziplinäre Ausrichtung der Zeitschrift vorangetrieben hat, die im Jahr 2019 mit der Bestellung von Christoph Spengel zum geschäftsführenden Mitherausgeber weiter vorangetrieben wurde. Von 1922 bis 1933 erschien Steuer und Wirtschaft im Verlag J. Hess, von 1934 bis 1970 in den Verlagen J. F. Bergmann und Julius Springer und seit 1971 im Verlag Dr. Otto Schmidt.

## Herausgeber
Die Herausgeberschaft von Steuer und Wirtschaft wird mehrheitlich (seit 2015 ausschließlich) von Hochschullehrern übernommen und setzt sich aus geschäftsführenden Herausgebern und Mitherausgebern zusammen. Prägend war darin die über 20-jährige geschäftsführende Herausgeberschaft von Carl Boettcher, die fast 20-jährige geschäftsführende Herausgeberschaft von Klaus Tipke sowie die mehr als 25 Jahre währende geschäftsführende Herausgeberschaft von Joachim Lang. Seit 2015 erscheint Steuer und Wirtschaft unter der Leitung von Johanna Hey, die sich die geschäftsführende Herausgeberschaft seit 2019 mit Christoph Spengel teilt.
| Jahr      | Geschäftsführende Herausgeber                                                                          | Mitherausgeber |
| --------- | --- | --- |
| 1922–1923 | Heinrich Reinach                                                                                       | |
| 1924      | Heinrich Reinach                                                                                       | Enno Becker, Otto Kahn, Herbert Dorn |
| 1925–1933 | Heinrich Reinach                                                                                       | Enno Becker, Otto Kahn, Albert Hensel |
| 1934–1935 | Wilhelm Ehrhard, Carl Boettcher                                                                        | Enno Becker, Johannes Popitz |
| 1936–1938 | Carl Boettcher                                                                                         | Enno Becker, Ludwig Mirre, Johannes Popitz |
| 1939      | Carl Boettcher                                                                                         | Enno Becker, Ludwig Mirre, Johannes Popitz, Otto Veiel |
| 1940–1942 | Carl Boettcher                                                                                         | Ludwig Mirre, Johannes Popitz, Otto Veiel, Franz Zitzlaff |
| 1943–1946 | Carl Boettcher                                                                                         | Ottmar Bühler, Ludwig Mirre, Johannes Popitz, Otto Veiel, Franz Zitzlaff |
| 1947–1952 | Carl Boettcher                                                                                         | Ottmar Bühler, Rolf Grabower, Alexander Prugger |
| 1953–1954 | Carl Boettcher                                                                                         | Ottmar Bühler, Werner Friedrich, Rolf Grabower, Friedrich Klein, Roland Löhlein, Wolfgang Mersmann, Heinz Oeftering, Alexander Prugger |
| 1955–1956 | Carl Boettcher                                                                                         | Ottmar Bühler, Herbert Dorn, Werner Friedrich, Rolf Grabower, Ludwig Heßdörfer, Friedrich Klein, Roland Löhlein, Wolfgang Mersmann, Heinz Oeftering, Alexander Prugger |
| 1957      | Carl Boettcher                                                                                         | Ottmar Bühler, Werner Friedrich, Rolf Grabower, Ludwig Heßdörfer, Friedrich Klein, Roland Löhlein, Wolfgang Mersmann, Heinz Oeftering, Alexander Prugger |
| 1958–1961 | Carl Boettcher, Dieter Leibrecht                                                                       | Ottmar Bühler, Werner Friedrich, Rolf Grabower, Ludwig Heßdörfer, Friedrich Klein, Roland Löhlein, Wolfgang Mersmann, Heinz Oeftering, Alexander Prugger |
| 1962      | Carl Boettcher, Dieter Leibrecht                                                                       | Ottmar Bühler, Werner Friedrich, Rolf Grabower, Ludwig Heßdörfer, Friedrich Klein, Roland Löhlein, Wolfgang Mersmann, Heinz Oeftering |
| 1963–1964 | Dieter Leibrecht                                                                                       | Ottmar Bühler, Werner Friedrich, Ludwig Heßdörfer, Friedrich Klein, Roland Löhlein, Wolfgang Mersmann, Heinz Oeftering |
| 1965      | Dieter Leibrecht                                                                                       | Werner Friedrich, Ludwig Heßdörfer, Friedrich Klein, Roland Löhlein, Wolfgang Mersmann, Heinz Oeftering |
| 1966–1970 | Dieter Leibrecht                                                                                       | Werner Friedrich, Ludwig Heßdörfer, Friedrich Klein, Roland Löhlein, Wolfgang Mersmann, Heinz Oeftering, Heinz Paulick |
| 1971–1973 | Karl Heinrich Friauf, Karl-Heinrich Hansmeyer, Gerhard Mann, Gerd Rose, Günter Schmölders, Klaus Tipke | Karl Heinrich Friauf, Karl-Heinrich Hansmeyer, Gerhard Mann, Gerd Rose, Günter Schmölders, Klaus Tipke |
| 1974–1979 | Klaus Tipke                                                                                            | Jan van Dijck, Karl Heinrich Friauf, Anton Heigl, Ernst Höhn, Brigitte Knobbe-Keuk, Heinrich Wilhelm Kruse, Gerd Rose, Dieter Schneider, Gerold Stoll, Klaus Vogel, Günter Wöhe |
| 1980–1982 | Klaus Tipke, Brigitte Knobbe-Keuk                                                                      | Jan van Dijck, Karl Heinrich Friauf, Anton Heigl, Ernst Höhn, Heinrich Wilhelm Kruse, Gerd Rose, Dieter Schneider, Gerold Stoll, Klaus Vogel, Otto L. Walter, Günter Wöhe |
| 1983      | Klaus Tipke                                                                                            | Jan van Dijck, Karl Heinrich Friauf, Ernst Höhn, Brigitte Knobbe-Keuk, Heinrich Wilhelm Kruse, Gerd Rose, Dieter Schneider, Gerold Stoll, Klaus Vogel, Otto L. Walter, Günter Wöhe |
| 1984      | Klaus Tipke                                                                                            | Jan van Dijck, Karl Heinrich Friauf, Ernst Höhn, Paul Kirchhof, Brigitte Knobbe-Keuk, Heinrich Wilhelm Kruse, Gerd Rose, Dieter Schneider, Hartmut Söhn, Gerold Stoll, Klaus Vogel, Otto L. Walter, Günter Wöhe                                                                          |
| 1985–1988 | Klaus Tipke                                                                                            | Jan van Dijck, Karl Heinrich Friauf, Ernst Höhn, Paul Kirchhof, Brigitte Knobbe-Keuk, Heinrich Wilhelm Kruse, Joachim Lang, Gerd Rose, Dieter Schneider, Hartmut Söhn, Gerold Stoll, Klaus Vogel, Otto L. Walter, Günter Wöhe                                                            |
| 1989–1991 | Joachim Lang                                                                                           | Jan van Dijck, Karl Heinrich Friauf, Manfred Groh, Ernst Höhn, Paul Kirchhof, Brigitte Knobbe-Keuk, Heinrich Wilhelm Kruse, Gerd Rose, Dieter Schneider, Hartmut Söhn, Gerold Stoll, Klaus Tipke, Klaus Vogel, Otto L. Walter, Günter Wöhe                                               |
| 1992–1993 | Joachim Lang                                                                                           | Dieter Birk, Karl Heinrich Friauf, Manfred Groh, Norbert Herzig, Paul Kirchhof, Brigitte Knobbe-Keuk, Heinrich Wilhelm Kruse, Dieter Schneider, Joachim Schulze-Osterloh, Hartmut Söhn, Klaus Tipke, Klaus Vogel, Franz W. Wagner                                                        |
| 1994–1995 | Joachim Lang                                                                                           | Dieter Birk, Karl Heinrich Friauf, Manfred Groh, Norbert Herzig, Paul Kirchhof, Brigitte Knobbe-Keuk, Heinrich Wilhelm Kruse, Arndt Raupach, Wolfram Reiß, Dieter Schneider, Joachim Schulze-Osterloh, Hartmut Söhn, Klaus Tipke, Christoph Trzaskalik, Klaus Vogel, Franz W. Wagner     |
| 1996–1997 | Joachim Lang                                                                                           | Dieter Birk, Karl Heinrich Friauf, Norbert Herzig, Paul Kirchhof, Heinrich Wilhelm Kruse, Arndt Raupach, Wolfram Reiß, Dieter Schneider, Joachim Schulze-Osterloh, Hartmut Söhn, Klaus Tipke, Christoph Trzaskalik, Klaus Vogel, Franz W. Wagner, Franz Wassermeyer                      |
| 1998–2004 | Joachim Lang                                                                                           | Dieter Birk, Karl Heinrich Friauf, Norbert Herzig, Paul Kirchhof, Heinrich Wilhelm Kruse, Heinz-Jürgen Pezzer, Arndt Raupach, Wolfram Reiß, Dieter Schneider, Joachim Schulze-Osterloh, Hartmut Söhn, Klaus Tipke, Christoph Trzaskalik, Klaus Vogel, Franz W. Wagner, Franz Wassermeyer |
| 2005–2008 | Joachim Lang                                                                                           | Dieter Birk, Karl Heinrich Friauf, Norbert Herzig, Paul Kirchhof, Heinrich Wilhelm Kruse, Heinz-Jürgen Pezzer, Arndt Raupach, Wolfram Reiß, Dieter Schneider, Joachim Schulze-Osterloh, Hartmut Söhn, Klaus Tipke, Klaus Vogel, Franz W. Wagner, Franz Wassermeyer                       |
| 2009–2014 | Joachim Lang                                                                                           | Dieter Birk, Karl Heinrich Friauf, Norbert Herzig, Paul Kirchhof, Heinrich Wilhelm Kruse, Heinz-Jürgen Pezzer, Arndt Raupach, Wolfram Reiß, Dieter Schneider, Joachim Schulze-Osterloh, Hartmut Söhn, Klaus Tipke, Franz W. Wagner, Franz Wassermeyer                                    |
| 2015–2018 | Johanna Hey                                                                                            | Tina Ehrke-Rabel, Joachim Englisch, Clemens Fuest, Joachim Hennrichs, Hanno Kube, Ralf Maiterth, Wolfgang Schön, Roman Seer, Christoph Spengel |
| seit 2019 | Johanna Hey, Christoph Spengel                                                                         | Tina Ehrke-Rabel, Joachim Englisch, Clemens Fuest, Joachim Hennrichs, Hanno Kube, Ralf Maiterth, Wolfgang Schön, Roman Seer |